# Johan Kjellström
Johan Kjellström, född 17 februari 1795 i Ingå, död 23 februari 1854 i Åbo, var en finländsk pianotillverkare i Åbo. Han var även verksam som pianotillverkare i Stockholm mellan 1830 och 1832.
Under sin livstid tillverkade Kjellström omkring 200 taffelpianon.

## Biografi
Kjellström var troligen lärling i Stockholm. 1826-1829 var han gesäll hos instrumentmakaren Johan Eric Berglöf i Jakobs församling, Stockholm. Kjellström flyttade 13 december 1832 till Åbo. Han började där arbeta som instrumentmakare. Han avled 23 februari 1854 i Åbo.
Kjellström gifte sig 12 juni 1841 med Maria Helan Bergman (född 1798).

## Produktion
Lista över Kjellströms produktion.
| År   | Produkt/Arbete | Summa          |
| ---- | -------------- | -------------- |
| 1831 | Instrument     | 200 riksdaler. |
| 1832 | Instrument     | 200 riksdaler. |

## Medarbetare
- 1838 - Zacharias Grönvall. Han var gesäll hos Kjellström.
- 1847 - Johan Fredrik Malm. Han var gesäll hos Kjellström.